# Joseph Anouma
Joseph Anouma est un poète et plasticien ivoirien né à Dabré en 1949, dans la sous-préfecture de M’Batto.,

## Biographie
Son nom à l’état civil est Joseph N'cho Anouma. En plus d'être écrivain, il donne des cours de peinture, de sculpture, de gravure, de céramique, de dessin et de graphisme à  l'Institut National Supérieur des Arts et de l'Action Culturelle (INSAAC) d'Abidjan où il est professeur certifié d'arts plastiques,.Il fut directeur de l'École des beaux-arts et collabore à une nouvelle revue artistique « L'École des arts ». 
En janvier 2019, Joseph Anouma tient une exposition dénommée « La renaissance »,. Il y aborde divers thèmes parmi lesquels figurent la transhumance, les regrets, la quiétude, la sagesse, l’introspection, les génies de la nature.

## Publications
- 1974 : J'ai perdu mon berceau[6]
- 1977 : Les matins blafards[7]
- 1981 : Pas cadencés[7]
- 1985 : L'enfer géosynclinal[6]
- 1996 : L'élytre incendiaire (poèmes)
- 2003 : Trois continents pour Trois-Rivières suivi de Capitale de la poésie[8]